# Ozarba limitata
Ozarba limitata är en fjärilsart som beskrevs av Emilio Berio 1940. Ozarba limitata ingår i släktet Ozarba och familjen nattflyn. Inga underarter finns listade i Catalogue of Life.